# Patrick Smith (luchador)
Patrick «Pat» Harrison Smith (19 de diciembre de 1990) es un luchador estadounidense de lucha grecorromana. Ganó una medalla de oro en Campeonato Panamericano de 2015 y 2016. Representó a su país en la Copa del Mundo en 2014 clasificándose en la 9ª posición. Fue Vicecampeón Mundial Universitario de 2014.